# Malaconothrus robustus
Malaconothrus robustus är en kvalsterart som beskrevs av Hammer 1958. Malaconothrus robustus ingår i släktet Malaconothrus och familjen Malaconothridae. Inga underarter finns listade i Catalogue of Life.